# Sekkan seiji
Le sekkan seiji (摂関政治) est un régime de régence par un sesshō (摂政) ou un kanpaku (関白) institué par les Fujiwara jusqu'en 1068. Accompagné d'une politique maritale redoutable consistant à donner leurs filles pour épouse aux empereurs, ce système permit aux Fujiwara de dominer la Cour, l'administration centrale et le pays en leur donnant une grande influence sur toutes les décisions.